# Archibald Hutcheson
Archibald Hutcheson (vers 1659 - 12 août 1740) est un homme politique britannique qui siège à la Chambre des communes de 1713 à 1727. 

## Biographie
Il est le fils d'Archibald Hutcheson de Stranocum, comté d'Antrim. Il suit une formation d'avocat et est admis au barreau en 1683. Il est nommé procureur général des îles Sous-le-Vent (1688-1702) et, en novembre 1708, élu membre de la Royal Society . 
Il est élu comme député pour la circonscription de Hastings aux Élections générales britanniques de 1713 et conserve le siège jusqu'à 1727. Il est également élu député de Westminster aux élections générales de 1722, mais cette élection est annulée car il est toujours député de Hastings . Westminster est la circonscription où l'électorat est le plus important avant le Reform Act de 1832 (estimée par Namier et Brooke à environ 12 000 électeurs plus tard au XVIIIe siècle). Les élections y sont souvent âprement disputées. 
C'est un opposant passionné à l'abrogation de l'acte triennal. 
Dans sa vieillesse, il participe aux efforts de Thomas Coram et d’autres pour créer un foyer pour enfants abandonnés à Londres. En 1739, l'année précédant la mort de Hutcheson, une charte royale est octroyée par George II à une nouvelle organisation caritative connue sous le nom de Foundling Hospital. La Charte mentionne Hutcheson comme l'un des gouverneurs fondateurs. 
Hutcheson se marie quatre fois, en 1697 avec Mary Smith, en 1715 avec Lady Mary, de Stepney, veuve de Sir John Gayer de la Compagnie des Indes orientales, en 1727 avec Rebecca Bankes et en 1730 avec Elizabeth Stewart (née Lawrence), veuve du colonel Robert Stewart de Montserrat. Il est mort sans descendance. 